# Ludovic Copilul
Ludovic, supranumit Copilul (n. iulie 893 d.Hr., Altötting, Bayerischer Reichskreis⁠(d), Germania – d. 29 septembrie 911 d.Hr., Frankfurt am Main, Sfântul Imperiu Roman), uneori numit Ludovic al IV-lea sau Ludovic al III-lea, a fost ultimul membru al Dinastiei Carolingiene care a cârmuit ca rege Francia Răsăriteană începând din anul 900.

## Biografie
Ludovic Copilul a fost unicul fiu legitim al împăratului Arnulf de Carintia și al soției sale, Ota, membră a dinastiei Conradinilor. Ludovic Copilul s-a născut în Altötting, Bavaria, succedând la vârsta de șase ani tatălui său ca rege la moartea acestuia în 899. Pe parcursul domniei sale, țara a fost devastată de invaziile triburilor maghiare.
Ludovic a fost încoronat la Forchheim pe 4 februarie 900. Aceasta a fost cea mai timpurie încoronare regală din Sfântul Imperiu Roman menționată în sursele istorice. Ludovic avea o constituție fizică slabă, fiind adeseori bolnav, fapt care, pe lângă vârsta sa fragedă, a făcut ca guvernarea de facto a regatului să revină unor nobili și episcopi. Într-adevăr, se poate spune că încoronarea sa a fost rezultatul faptului că Ludovic nu reprezenta o amenințare pentru privilegiile nobililor. Ludovic a moștenit, de asemenea, Lotharingia, la moartea fratelui său vitreg (și ilegitim) Zwentibold, în anul 900.
Cei mai influenți dintre consilierii lui Ludovic au fost arhiepiscopul Hatto I de Mainz și episcopul Solomon al III-lea de Konstanz. Aceștia au fost cei care au avut grijă ca regalitatea să decidă în favoarea familiei Conradinilor împotriva Casei de Babenberg în ceea ce privea stăpânirea Ducatului de Franconia, ei fiind cei care l-au numit duce pe nepotul lui Ludovic, Conrad. În 903 Ludovic a promulgat primele regulamente cutumiare ale imperiului.
În anul 900 o hoardă de maghiari a devastat Bavaria. Un alt grup al invadatorilor a fost înfrânt de margraful Luitpold și episcopul Richer de Passau. În 901 maghiarii au devastat Carintia. În aceste condiții, în 904 Ludovic l-a invitat pe principele maghiar Kurszán, pentru începerea negocierilor, dar întâlnirea lor s-a încheiat cu asasinarea întregii delegații a maghiarilor. În 906 maghiarii au devastat de două ori Saxonia. În 907 ei au înfrânt Bavaria, ucigându-l pe margraful Luitpold. Anul următor a venit din nou rândul Saxoniei, apoi al Turingiei și în 909 al Alemaniei (Suabia). Totuși, pe drumul de întoarcere, ducele Arnulf I de Bavaria și-a luat revanșa pe Rott, dar în 910 invadatorii au înfrânt armata lui Ludovic Copilul în apropiere de Augsburg.
Ludovic s-a străduit să obțină un anume control militar, însă nu s-a bucurat de mari reușite împotriva maghiarilor. Armata sa a fost înfrântă de aceștia în bătălia de la Pressburg din 907 și în acest context a avut loc moartea lui Ludovic, petrecută la Frankfurt pe Main, în septembrie 911, la vârsta de numai 18 ani. El a fost înmormântat în mănăstirea abației Sf. Emmeram din Regensburg, lângă tatăl său. 
Moartea lui Ludovic Copilul a dus la sfârșitul ramurii răsăritene a dinastiei Carolingiene. Vidul de putere creat în Francia Răsăriteană a fost până la urmă umplut de familia regelui Henric Păsărarul, vărul lui Ludovic și întemeietor al dinastiei Ottoniene. Înainte de Henric însă, ducii din Francia Răsăriteană s-au întrunit pentru a-l alege ca rege german pe ducele Conrad de Franconia, pentru a se opune regelui din Francia Occidentală (Franța de astăzi), Carol al III-lea cel Simplu, ales și de nobilii din Lotharingia.